# Friedrich Hebbel

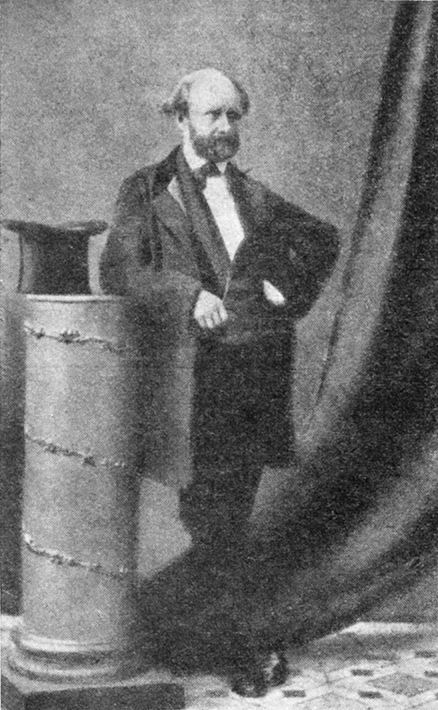
Christian Friedrich Hebbel

Christian Friedrich Hebbel (n. 18 martie 1813, Wesselburen, Schleswig-Holstein, Germania – d. 13 decembrie 1863, Viena, Imperiul Austriac) a fost un poet și dramaturg german.
A fost ultimul mare reprezentant al tragediei germane din secolul al XIX-lea.
Temele principale ale operei sale sunt: condiția umană tragică, însingurarea prin îndepărtarea de divinitate, predestinarea le eșec.
Concepția sa despre dramă s-a bazat pe dialectica hegeliană, prin care individul este supus necesității deterministe a istoriei, a voinței generale a lumii.

## Scrieri
- 1841: Judith
- 1844: Maria Magdalene
- 1847: Der Diamant (Diamantul)
- 1850: Herodes und Mariamne (Herodes și Mariamne)
- 1851: Der Rubin (Rubinul)
- 1855: Agnes Bernauer
- 1855: Novellen und Erzählungen (Nuvele și povestiri)
- 1856: Gyges und sein Ring (Gyges și inelul său), opera sa cea mai desăvârșită sub aspectul construcției și al limbajului dramatic
- 1862: Der gehörnte Siegfried (Siegfried încornorat)
- 1862: Siegfrieds Tod (Moartea lui Siegfried)
- 1862: Kriemhilds Rache (Răzbunarea Kriemhildei)